# Coupe du monde de cyclo-cross 2024-2025
Navigation
2023-2024 2025-2026
La Coupe du monde de cyclo-cross 2024-2025 est la 32e édition de la coupe du monde de cyclo-cross qui a lieu du 24 novembre 2024 au 26 janvier 2025. Elle comprend douze manches pour les élites, organisées en Europe : chacune d'elles fait partie du calendrier de la saison de cyclo-cross 2024-2025.
Le principal changement est la réduction du calendrier : un lancement plus tardif (fin novembre), deux épreuves en moins, l'étape américaine supprimée et l'apparition des week-ends à deux manches (x2).

## Barème
Le barème est identique à celui de la saison précédente, unique pour toutes les catégories : 
| Place  | 1  | 2  | 3  | 4  | 5  | 6  | 7  | 8  | 9  | 10 | 11 | 12 | 13 | 14 | 15 | 16 | 17 | 18 | 19 | 20 | 21 | 22 | 23 | 24 | 25 |
| Points | 40 | 30 | 25 | 22 | 21 | 20 | 19 | 18 | 17 | 16 | 15 | 14 | 13 | 12 | 11 | 10 | 9  | 8  | 7  | 6  | 5  | 4  | 3  | 2  | 1  |

## Calendrier
Par rapport à la saison dernière, il y a quelques changements : l'étape américaine, (Waterloo), les deux françaises, Troyes et Flamanville, ainsi que Val di Sole sont supprimées. Une étape fait son retour (Besançon) et une nouvelle apparait : Oristano, en Italie.
Sur les douze épreuves, six sont disputées par les juniors (point bleu sur la carte).
| #  | Date              | Course                                      | Cat.   |
| -- | ----------------- | ------------------------------------------- | ------ |
| 01 | 24 novembre 2024  | Anvers (Scheldecross)                       | Élites |
| 02 | 1er décembre 2024 | Dublin                                      | É + J  |
| 03 | 8 décembre 2024   | Oristano                                    | Élites |
| 04 | 15 décembre 2024  | Namur (Cyclo-cross de la Citadelle)         | Élites |
| 05 | 21 décembre 2024  | Hulst (Vestingcross)                        | É + J  |
| 06 | 22 décembre 2024  | Zonhoven (Cyclo-cross de Zonhoven)          | É + J  |
| 07 | 26 décembre 2024  | Gavere (Cyclo-cross d'Asper-Gavere)         | Élites |
| 08 | 29 décembre 2024  | Besançon                                    | É + J  |
| 09 | 5 janvier 2025    | Termonde (Ambiancecross)                    | Élites |
| 10 | 19 janvier 2025   | Benidorm (Cyclo-cross de Benidorm)          | É + J  |
| 11 | 25 janvier 2025   | Maasmechelen                                | Élites |
| 12 | 26 janvier 2025   | Hoogerheide (Grand Prix Adrie van der Poel) | É + J  |

## Hommes élites

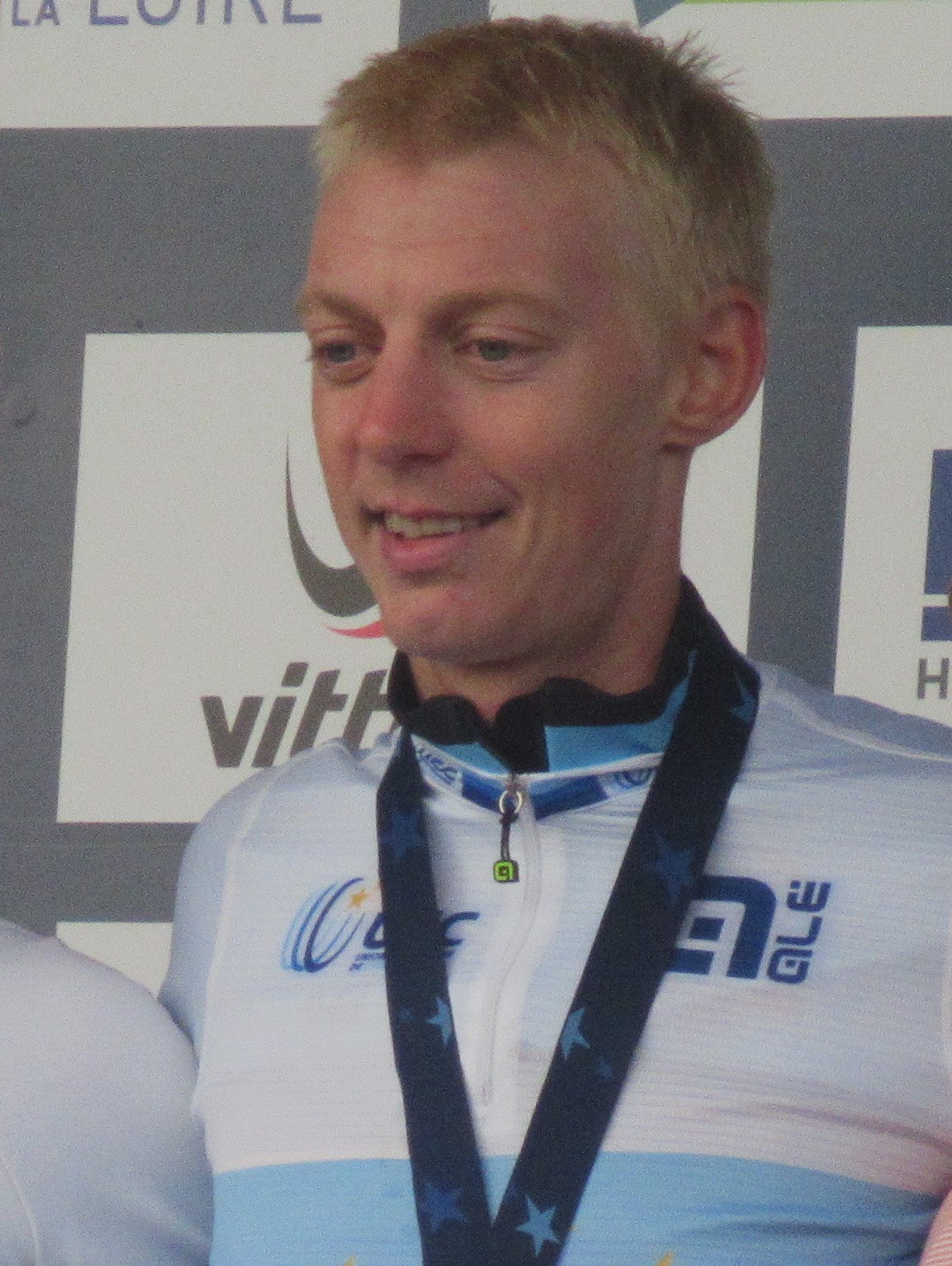
Michael Vanthourenhout remporte pour la première fois le classement général masculin.

### Résultats
| #  | Date              | Lieu                                        | Vainqueur                                       | Deuxième                                        | Troisième                                       | Leader du classement général |
| -- | ----------------- | ------------------------------------------- | ----------------------------------------------- | ----------------------------------------------- | ----------------------------------------------- | ---------------------------- |
| 01 | 24 novembre 2024  | Anvers (Scheldecross)                       | Eli Iserbyt                                     | Laurens Sweeck                                  | Michael Vanthourenhout                          | Eli Iserbyt                  |
| 02 | 1er décembre 2024 | Dublin                                      | Michael Vanthourenhout                          | Toon Aerts                                      | Felipe Orts                                     | Michael Vanthourenhout       |
| 03 | 8 décembre 2024   | Oristano                                    | annulé en raison des conditions météorologiques | annulé en raison des conditions météorologiques | annulé en raison des conditions météorologiques | Michael Vanthourenhout       |
| 04 | 15 décembre 2024  | Namur (Cyclo-cross de la Citadelle)         | Michael Vanthourenhout                          | Toon Aerts                                      | Emiel Verstrynge                                | Michael Vanthourenhout       |
| 05 | 21 décembre 2024  | Hulst (Vestingcross)                        | Niels Vandeputte                                | Felipe Orts                                     | Pim Ronhaar                                     | Michael Vanthourenhout       |
| 06 | 22 décembre 2024  | Zonhoven (Cyclo-cross de Zonhoven)          | Mathieu van der Poel                            | Thibau Nys                                      | Joran Wyseure                                   | Michael Vanthourenhout       |
| 07 | 26 décembre 2024  | Gavere (Cyclo-cross d'Asper-Gavere)         | Mathieu van der Poel                            | Michael Vanthourenhout                          | Thibau Nys                                      | Michael Vanthourenhout       |
| 08 | 29 décembre 2024  | Besançon                                    | Mathieu van der Poel                            | Toon Aerts                                      | Niels Vandeputte                                | Michael Vanthourenhout       |
| 09 | 5 janvier 2025    | Termonde (Ambiancecross)                    | Wout van Aert                                   | Emiel Verstrynge                                | Joran Wyseure                                   | Michael Vanthourenhout       |
| 10 | 19 janvier 2025   | Benidorm (Cyclo-cross de Benidorm)          | Thibau Nys                                      | Eli Iserbyt                                     | Lars van der Haar                               | Michael Vanthourenhout       |
| 11 | 25 janvier 2025   | Maasmechelen                                | Mathieu van der Poel                            | Wout van Aert                                   | Joris Nieuwenhuis                               | Michael Vanthourenhout       |
| 12 | 26 janvier 2025   | Hoogerheide (Grand Prix Adrie van der Poel) | Mathieu van der Poel                            | Michael Vanthourenhout                          | Lars van der Haar                               | Michael Vanthourenhout       |

### Classement général
| Pos. | Coureur                | Équipe                           | ANV | DUB | ORI | NAM | HUL | ZON | GAV | BES | TER | BEN | MAA | HOO | Points |
| ---- | ---------------------- | -------------------------------- | --- | --- | --- | --- | --- | --- | --- | --- | --- | --- | --- | --- | ------ |
| 1    | Michael Vanthourenhout | Pauwels Sauzen-Cibel Clementines | 3   | 1   | /   | 1   | 7   | 10  | 2   | 7   | 5   | 5   | 6   | 2   | 281    |
| 2    | Toon Aerts             | Deschacht-Hens-FSP               | 8   | 2   | /   | 2   | 8   | 4   | 10  | 2   | 4   | 14  | 5   | 4   | 241    |
| 3    | Joran Wyseure          | Crelan-Corendon                  | 4   | 5   | /   | 9   | 23  | 3   | 9   | 5   | 3   | 15  | 4   | 5   | 205    |
| 4    | Mathieu van der Poel   | Alpecin-Deceuninck               | -   | -   | /   | -   | -   | 1   | 1   | 1   | -   | -   | 1   | 1   | 200    |
| 5    | Eli Iserbyt            | Pauwels Sauzen-Cibel Clementines | 1   | 4   | /   | DNF | 4   | 8   | -   | 4   | 11  | 2   | 18  | 6   | 197    |
| 6    | Lars van der Haar      | Baloise Glowi Lions              | 6   | 7   | /   | 10  | 9   | 5   | 4   | -   | 19  | 3   | 7   | 3   | 191    |
| 7    | Emiel Verstrynge       | Crelan-Corendon                  | -   | -   | /   | 3   | 6   | 19  | 5   | 11  | 2   | 9   | 11  | 7   | 169    |
| 8    | Felipe Orts            | Ridley Racing Team               | 9   | 3   | /   | 14  | 2   | 23  | 19  | 10  | 12  | 6   | 15  | 14  | 167    |
| 9    | Pim Ronhaar            | Baloise Glowi Lions              | 7   | 6   | /   | 4   | 3   | 11  | 12  | 19  | 6   | 22  | DNF | 11  | 161    |
| 10   | Thibau Nys             | Baloise Glowi Lions              | 12  | DNF | /   | 11  | 6   | 2   | 3   | -   | 8   | 1   | -   | DNF | 152    |

## Femmes élites

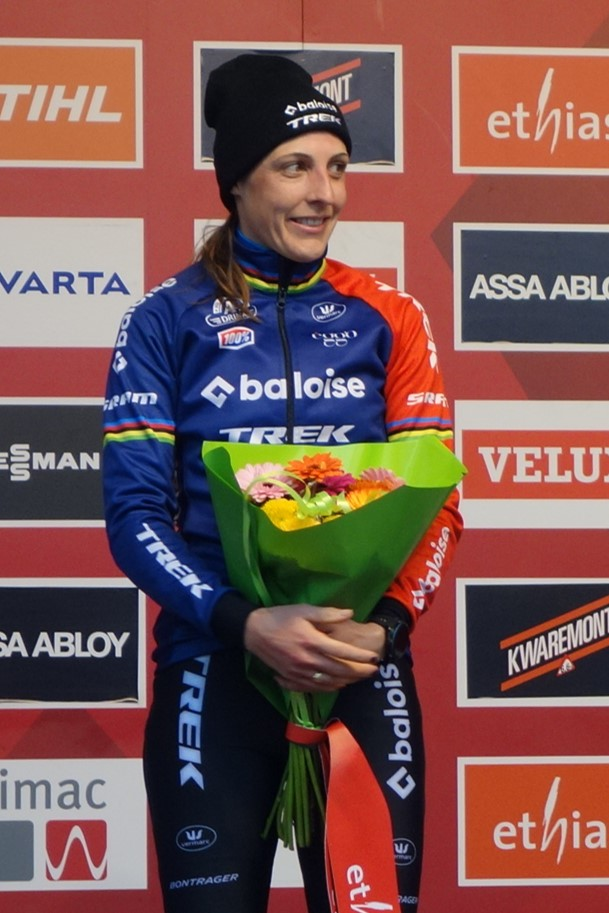
Lucinda Brand est lauréate de la Coupe du monde féminine pour la troisième fois.

### Résultats
| #  | Date              | Lieu                                        | Vainqueur                                       | Deuxième                                        | Troisième                                       | Leader du classement général |
| -- | ----------------- | ------------------------------------------- | ----------------------------------------------- | ----------------------------------------------- | ----------------------------------------------- | ---------------------------- |
| 01 | 24 novembre 2024  | Anvers (Scheldecross)                       | Fem van Empel                                   | Lucinda Brand                                   | Marie Schreiber                                 | Fem van Empel                |
| 02 | 1er décembre 2024 | Dublin                                      | Lucinda Brand                                   | Fem van Empel                                   | Zoe Bäckstedt                                   | Lucinda Brand                |
| 03 | 8 décembre 2024   | Oristano                                    | annulé en raison des conditions météorologiques | annulé en raison des conditions météorologiques | annulé en raison des conditions météorologiques | Lucinda Brand                |
| 04 | 15 décembre 2024  | Namur (Cyclo-cross de la Citadelle)         | Ceylin Alvarado                                 | Lucinda Brand                                   | Puck Pieterse                                   | Lucinda Brand                |
| 05 | 21 décembre 2024  | Hulst (Vestingcross)                        | Marie Schreiber                                 | Lucinda Brand                                   | Puck Pieterse                                   | Lucinda Brand                |
| 06 | 22 décembre 2024  | Zonhoven (Cyclo-cross de Zonhoven)          | Ceylin Alvarado                                 | Zoe Bäckstedt                                   | Lucinda Brand                                   | Lucinda Brand                |
| 07 | 26 décembre 2024  | Gavere (Cyclo-cross d'Asper-Gavere)         | Fem van Empel                                   | Lucinda Brand                                   | Puck Pieterse                                   | Lucinda Brand                |
| 08 | 29 décembre 2024  | Besançon                                    | Fem van Empel                                   | Lucinda Brand                                   | Blanka Vas                                      | Lucinda Brand                |
| 09 | 5 janvier 2025    | Termonde (Ambiancecross)                    | Lucinda Brand                                   | Puck Pieterse                                   | Fem van Empel                                   | Lucinda Brand                |
| 10 | 19 janvier 2025   | Benidorm (Cyclo-cross de Benidorm)          | Fem van Empel                                   | Lucinda Brand                                   | Marie Schreiber                                 | Lucinda Brand                |
| 11 | 25 janvier 2025   | Maasmechelen                                | Blanka Vas                                      | Zoe Bäckstedt                                   | Lucinda Brand                                   | Lucinda Brand                |
| 12 | 26 janvier 2025   | Hoogerheide (Grand Prix Adrie van der Poel) | Lucinda Brand                                   | Blanka Vas                                      | Puck Pieterse                                   | Lucinda Brand                |

### Classement général
| Pos. | Coureuse             | Equipe                           | ANV | DUB | ORI | NAM | HUL | ZON | GAV | BES | TER | BEN | MAA | HOO | Points |
| ---- | -------------------- | -------------------------------- | --- | --- | --- | --- | --- | --- | --- | --- | --- | --- | --- | --- | ------ |
| 1    | Lucinda Brand        | Baloise Glowi Lions              | 2   | 1   | /   | 2   | 2   | 3   | 2   | 2   | 1   | 2   | 3   | 1   | 350    |
| 2    | Fem van Empel        | Visma-Lease a Bike               | 1   | 2   | /   | 7   | -   | -   | 1   | 1   | 3   | 1   | 6   | 4   | 276    |
| 3    | Blanka Vas           | SD Worx-Protime                  | 6   | 5   | /   | 4   | 9   | 6   | 4   | 3   | 11  | 5   | 1   | 2   | 253    |
| 4    | Zoe Bäckstedt        | Canyon-SRAM Racing               | 7   | 3   | /   | 9   | 7   | 2   | 5   | 4   | 5   | 6   | 2   | 6   | 244    |
| 5    | Inge van der Heijden | Crelan-Corendon                  | 8   | 4   | /   | 8   | 5   | 4   | 6   | 7   | 6   | 9   | 8   | 8   | 213    |
| 6    | Marie Schreiber      | SD Worx-Protime                  | 3   | 7   | /   | 5   | 1   | 7   | 9   | 18  | 12  | 3   | 9   | DNF | 205    |
| 7    | Ceylin Alvarado      | Fenix-Deceuninck                 | 5   | -   | /   | 1   | 8   | 1   | -   | 6   | DNF | 8   | 5   | 5   | 199    |
| 8    | Puck Pieterse        | Fenix-Deceuninck                 | -   | -   | /   | 3   | 3   | 5   | 3   | -   | 2   | -   | 4   | 3   | 173    |
| 9    | Manon Bakker         | Crelan-Corendon                  | 18  | 19  | /   | 12  | 10  | 10  | 8   | 11  | 4   | 18  | 7   | 13  | 156    |
| 10   | Leonie Bentveld      | Pauwels Sauzen-Cibel Clementines | 15  | 9   | /   | 10  | 6   | 8   | 12  | 12  | 7   | 17  | 22  | 14  | 154    |

## Hommes espoirs

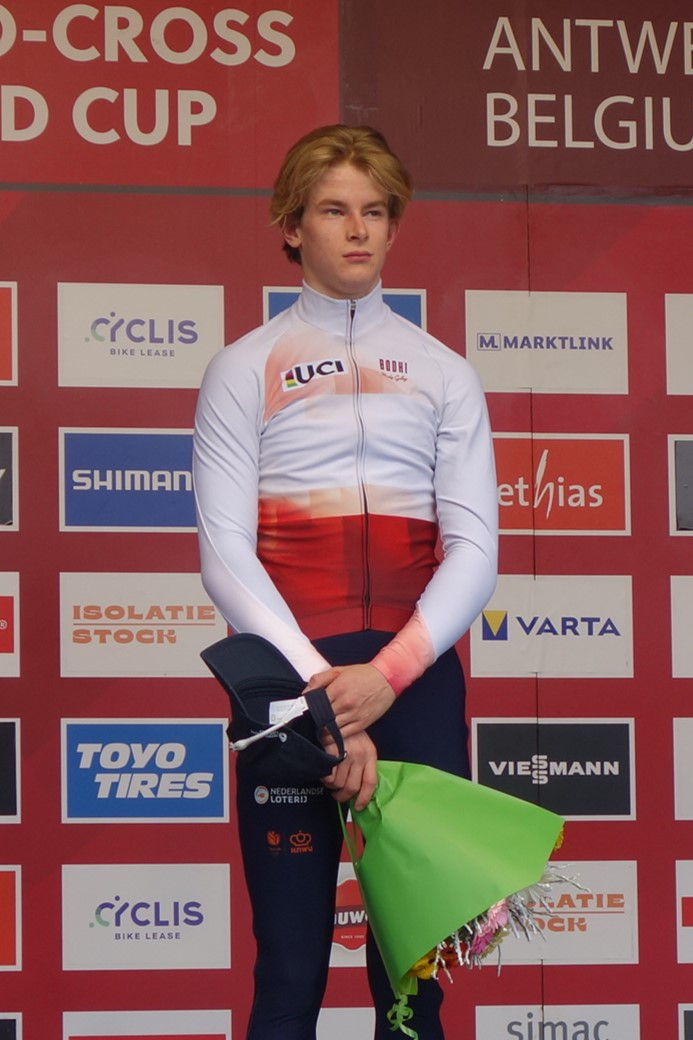
Comme l'année précédente, Tibor Del Grosso s'impose avec le maximum de points possible.

### Résultats
| #  | Date              | Lieu                                        | Vainqueur        | Deuxième      | Troisième        | Leader du classement général |
| -- | ----------------- | ------------------------------------------- | ---------------- | ------------- | ---------------- | ---------------------------- |
| 01 | 1er décembre 2024 | Dublin                                      | Jente Michels    | Aaron Dockx   | David Haverdings | Jente Michels                |
| 02 | 21 décembre 2024  | Hulst (Vestingcross)                        | Tibor Del Grosso | Jente Michels | David Haverdings | Jente Michels                |
| 03 | 22 décembre 2024  | Zonhoven (Cyclo-cross de Zonhoven)          | Tibor Del Grosso | Jente Michels | Kay De Bruyckere | Jente Michels                |
| 04 | 29 décembre 2024  | Besançon                                    | Tibor Del Grosso | Yordi Corsus  | Aubin Sparfel    | Tibor Del Grosso             |
| 05 | 19 janvier 2025   | Benidorm (Cyclo-cross de Benidorm)          | Tibor Del Grosso | Jente Michels | Aubin Sparfel    | Tibor Del Grosso             |
| 06 | 26 janvier 2025   | Hoogerheide (Grand Prix Adrie van der Poel) | Tibor Del Grosso | Aubin Sparfel | Stefano Viezzi   | Tibor Del Grosso             |

### Classement général
Seules les 4 meilleures performances de chaque coureur sont prises en compte pour le classement général.
| Pos. | Coureur              | DUB  | HUL  | ZON  | BES  | BEN  | HOO  | Points |
| ---- | -------------------- | ---- | ---- | ---- | ---- | ---- | ---- | ------ |
| 1    | Tibor Del Grosso     | -    | 1    | 1    | 1    | 1    | (1)  | 160    |
| 2    | Jente Michels        | 1    | 2    | 2    | (11) | 2    | (6)  | 130    |
| 3    | Aubin Sparfel        | (14) | (13) | 4    | 3    | 3    | 2    | 102    |
| 4    | Yordi Corsus         | 4    | 5    | (7)  | 2    | (7)  | 4    | 95     |
| 5    | Aaron Dockx          | 2    | 11   | 11   | (25) | (11) | 5    | 81     |
| 6    | Léo Bisiaux          | 5    | 4    | 8    | 7    | -    | (13) | 80     |
| 7    | Stefano Viezzi       | -    | (15) | 9    | 10   | 5    | 3    | 79     |
| 8    | Kay De Bruyckere     | 9    | (21) | 3    | (18) | 8    | 7    | 79     |
| 9    | Senna Remijn         | (10) | 6    | 5    | 8    | 6    | -    | 79     |
| 10   | Guus van den Eijnden | 8    | 7    | (15) | (17) | 4    | 9    | 76     |

## Femmes espoirs

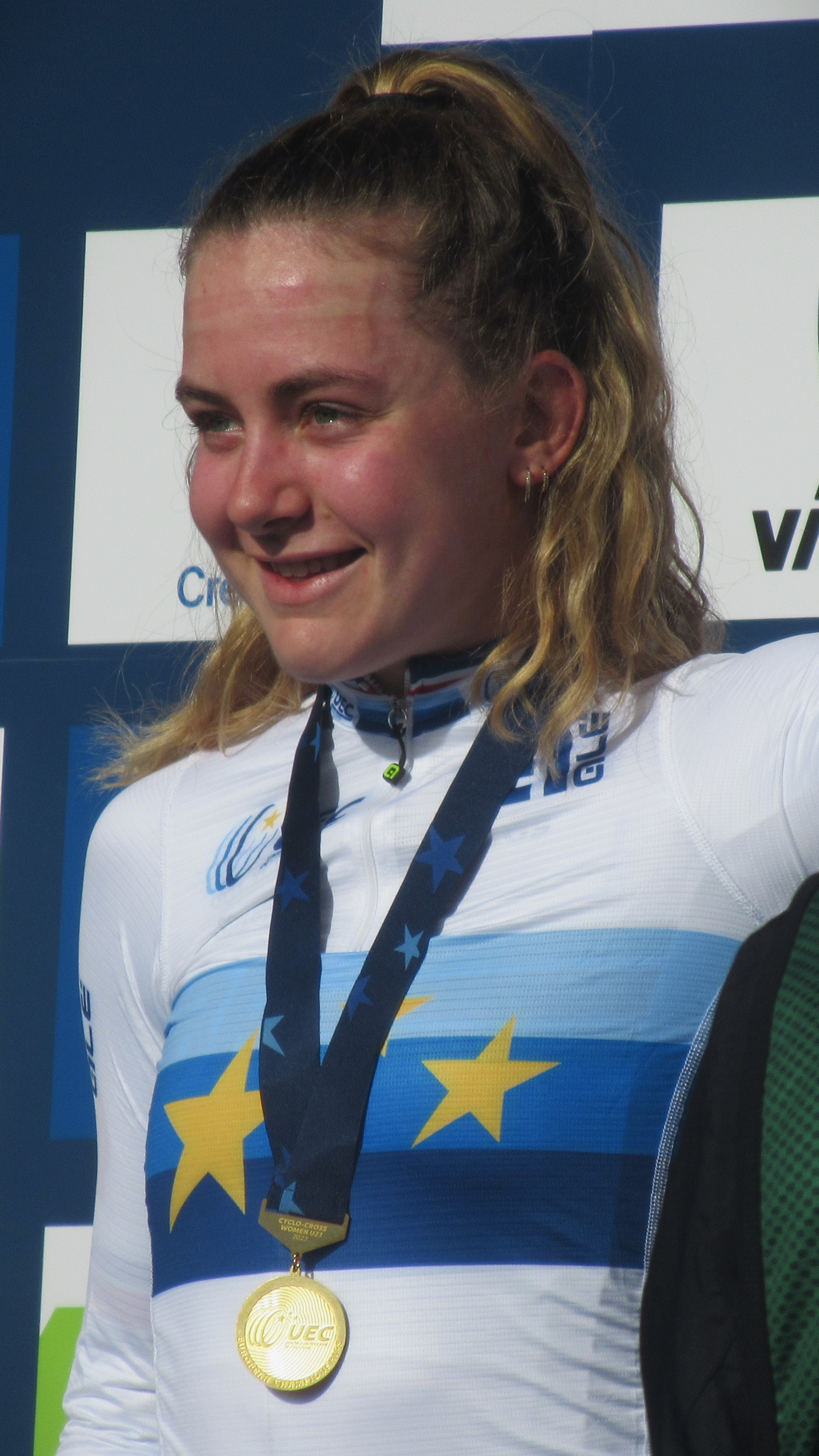
Zoe Bäckstedt remporte le classement féminin des espoirs.

Bien que participant aux mêmes courses que la catégorie Élites, les espoirs féminines possèdent leur propre classement général.

### Classement général
| Pos. | Coureuse                | Equipe                           | ANV | DUB | ORI | NAM | HUL | ZON | GAV | BES | TER | BEN | MAA | HOO | Points |
| ---- | ----------------------- | -------------------------------- | --- | --- | --- | --- | --- | --- | --- | --- | --- | --- | --- | --- | ------ |
| 1    | Zoe Bäckstedt           | Canyon-SRAM Racing               | 7   | 3   | /   | 9   | 7   | 2   | 5   | 4   | 5   | 6   | 2   | 6   | 244    |
| 2    | Marie Schreiber         | SD Worx-Protime                  | 3   | 7   | /   | 5   | 1   | 7   | 9   | 18  | 12  | 3   | 9   | DNF | 205    |
| 3    | Leonie Bentveld         | Pauwels Sauzen-Cibel Clementines | 15  | 9   | /   | 10  | 6   | 8   | 12  | 12  | 7   | 17  | 22  | 14  | 154    |
| 4    | Célia Gery              | AS Bike Racing                   | 23  | DNF | /   | 23  | 19  | 14  | -   | 9   | -   | 14  | -   | 32  | 54     |
| 5    | Isabella Holmgren       | Lidl-Trek                        | -   | -   | /   | -   | 20  | 12  | -   | -   | -   | -   | 12  | 10  | 50     |
| 6    | Viktória Chladoňová     | Visma-Lease a Bike               | -   | -   | /   | -   | -   | -   | -   | -   | -   | 10  | 24  | 17  | 27     |
| 7    | Imogen Wolff            | Visma-Lease a Bike               | 38  | 20  | /   | -   | -   | -   | 20  | 21  | 16  | 26  | 36  | -   | 27     |
| 8    | Fleur Moors             | Baloise Glowi Lions              | 17  | 12  | /   | -   | -   | -   | -   | -   | -   | -   | -   | -   | 23     |
| 9    | Amandine Muller         | AS Bike Racing                   | -   | 24  | /   | -   | 24  | 26  | -   | 14  | -   | 29  | -   | 20  | 22     |
| 10   | Vida Lopez De San Roman | Bear National Team               | -   | -   | /   | -   | 21  | 33  | 19  | 16  | -   | -   | -   | 26  | 22     |

## Hommes juniors

### Résultats
| #  | Date              | Lieu                                        | Vainqueur             | Deuxième              | Troisième           | Leader du classement général |
| -- | ----------------- | ------------------------------------------- | --------------------- | --------------------- | ------------------- | ---------------------------- |
| 01 | 1er décembre 2024 | Dublin                                      | Soren Bruyère Joumard | Giel Lejeune          | Lennes Jacobs       | Soren Bruyère Joumard        |
| 02 | 21 décembre 2024  | Hulst (Vestingcross)                        | Giel Lejeune          | Mattia Agostinacchio  | Arthur Van den Boer | Giel Lejeune                 |
| 03 | 22 décembre 2024  | Zonhoven (Cyclo-cross de Zonhoven)          | Mattia Agostinacchio  | Benjamín Noval        | Michiel Mouris      | Giel Lejeune                 |
| 04 | 29 décembre 2024  | Besançon                                    | Soren Bruyère Joumard | Arthur van den Boer   | Oscar Amey          | Soren Bruyère Joumard        |
| 05 | 19 janvier 2025   | Benidorm (Cyclo-cross de Benidorm)          | Mattia Agostinacchio  | Soren Bruyère Joumard | Valentin Hofer      | Soren Bruyère Joumard        |
| 06 | 26 janvier 2025   | Hoogerheide (Grand Prix Adrie van der Poel) | Benedikt Benz         | Mats Vanden Eynde     | Patrik Pezzo Rosola | Soren Bruyère Joumard        |

### Classement général
Seules les 4 meilleures performances de chaque coureur sont prises en compte pour le classement général.
| Pos. | Coureur               | DUB | HUL  | ZON  | BES  | BEN  | HOO   | Points |
| ---- | --------------------- | --- | ---- | ---- | ---- | ---- | ----- | ------ |
| 1    | Soren Bruyère Joumard | 1   | (10) | (10) | 1    | 2    | 4     | 132    |
| 2    | Mattia Agostinacchio  | 10  | 2    | 1    | (13) | 1    | (19)  | 126    |
| 3    | Giel Lejeune          | 2   | 1    | 5    | (18) | 7    | (13)  | 110    |
| 4    | Mats Vanden Eynde     | 5   | (19) | 4    | (19) | 9    | 2     | 90     |
| 5    | Benjamín Noval        | 4   | (16) | 2    | 15   | 4    | -     | 85     |
| 6    | Valentin Hofer        | -   | 6    | (31) | 7    | 3    | 8     | 82     |
| 7    | Théophile Vassal      | 9   | (22) | 6    | 4    | (13) | 5     | 80     |
| 8    | Arthur van den Boer   | -   | 3    | 23   | 2    | 5    | (DNF) | 79     |
| 9    | Cas Timmermans        | 8   | 5    | 7    | 5    | (8)  | (9)   | 79     |
| 7    | Oscar Amey            | -   | 7    | 8    | 3    | 10   | (10)  | 78     |

## Femmes juniors

### Résultats
| #  | Date              | Lieu                                        | Vainqueur        | Deuxième         | Troisième        | Leader du classement général |
| -- | ----------------- | ------------------------------------------- | ---------------- | ---------------- | ---------------- | ---------------------------- |
| 01 | 1er décembre 2024 | Dublin                                      | Lidia Cusack     | Lison Desprez    | Rafaëlle Carrier | Lidia Cusack                 |
| 02 | 21 décembre 2024  | Hulst (Vestingcross)                        | Rafaëlle Carrier | Barbora Bukovská | Lison Desprez    | Rafaëlle Carrier             |
| 03 | 22 décembre 2024  | Zonhoven (Cyclo-cross de Zonhoven)          | Rafaëlle Carrier | Lison Desprez    | Barbora Bukovská | Rafaëlle Carrier             |
| 04 | 29 décembre 2024  | Besançon                                    | Lise Revol       | Jeanne Duterne   | Lison Desprez    | Rafaëlle Carrier             |
| 05 | 19 janvier 2025   | Benidorm (Cyclo-cross de Benidorm)          | Lise Revol       | Rafaëlle Carrier | Mae Cabaca       | Rafaëlle Carrier             |
| 06 | 26 janvier 2025   | Hoogerheide (Grand Prix Adrie van der Poel) | Barbora Bukovská | Mae Cabaca       | Rafaëlle Carrier | Rafaëlle Carrier             |

### Classement général
Seules les 4 meilleures performances de chaque coureuse sont prises en compte pour le classement général.
| Pos. | Coureuse           | DUB  | HUL  | ZON  | BES  | BEN   | HOO  | Points |
| ---- | ------------------ | ---- | ---- | ---- | ---- | ----- | ---- | ------ |
| 1    | Rafaëlle Carrier   | 3    | 1    | 1    | (6)  | 2     | (3)  | 135    |
| 2    | Lise Revol         | (7)  | (10) | 4    | 1    | 1     | 5    | 123    |
| 3    | Barbora Bukovská   | (8)  | 2    | 3    | 4    | -     | 1    | 117    |
| 4    | Lison Desprez      | 2    | 3    | 2    | 3    | (DNF) | -    | 110    |
| 5    | Lidia Cusack       | 1    | (14) | 6    | (9)  | 4     | 6    | 102    |
| 6    | Mae Cabaca         | 4    | 6    | (10) | (11) | 3     | 2    | 97     |
| 7    | Jeanne Duterne     | (11) | 4    | 5    | 2    | 5     | (8)  | 94     |
| 8    | Giorgia Pellizotti | (9)  | 5    | 8    | (8)  | 6     | 7    | 78     |
| 9    | Zélie Lambert      | 6    | 7    | (13) | 7    | 7     | (13) | 77     |
| 10   | Anja Grossmann     | -    | 13   | 16   | 5    | -     | 4    | 66     |